# Storholmen (vid Vättlax, Raseborg)
Storholmen med Ekholmen och Brakaholmen är en ö i Finland. Den ligger i Skärgårdshavet vid Vättlax i kommunen Raseborg i landskapet Nyland, i den sydvästra delen av landet. Ön ligger omkring 110 kilometer väster om Helsingfors.
Öns area är 1,06 kvadratkilometer och dess största längd är 2,1 kilometer i öst-västlig riktning. Den är mer eller mindre hopvuxen med ön Bredvik Möön i öster.

## Några delöar med egna namn
- Ekholmen 59°54′36″N 22°58′36″Ö / 59.90988°N 22.97653°Ö
- Brakaholmen 59°54′16″N 22°58′06″Ö / 59.90439°N 22.9683°Ö

## Klimat
Inlandsklimat råder i trakten. Årsmedeltemperaturen i trakten är 5 °C. Den varmaste månaden är augusti, då medeltemperaturen är 16 °C, och den kallaste är februari, med −6 °C.